# Danderyd
Danderyd is een Zweedse gemeente in Uppland, ten noorden van de hoofdstad Stockholm. De gemeente behoort tot de provincie Stockholms län. Ze heeft een totale oppervlakte van 32,6 km² en telde 31.781 inwoners in 2012.

## Plaatsen
- Danderyd (tevens stadsdeel)
- Djursholm (tevens stadsdeel)
- Enebyberg (tevens stadsdeel)
- Stocksund (tevens stadsdeel)
- Tranholmen

## Geboren in Danderyd
- Claes-Göran Hederström (1945-2022), zanger
- Loreen (1983), zangeres; tweevoudig winnares van het Eurovisie Songfestival
- Filip Berg (1986), acteur

## Verkeer en vervoer
Door de gemeente lopen de E18 en Länsväg 262.